# Aludj csak, én álmodom
Az Aludj csak, én álmodom (eredeti cím: While You Were Sleeping) 1995-ös amerikai romantikus filmvígjáték. A filmet Jon Turteltaub rendezte, a főszerepben Sandra Bullock, Bill Pullman és Peter Gallagher látható.

## Rövid történet
A reménytelenül romantikus vasúti pénztárosról azt gondolja a család, hogy a kómába esett fiuk menyasszonya.

## Cselekmény
Lucy élete eléggé magányos, pedig szemrevaló lány. A metrón árulja a jegyeket, egyedüli boldogsága egy kedves fiatal férfi, aki minden nap elsiet előtte és észre sem veszi Lucyt.
A férfi a vágányok közé esik, Lucy kihúzza és ezzel megmenti az életét. A fiatal férfi neve Peter, de ez csak az irataiból derül ki, mert nincs magánál. Később kiderül, hogy Peter a baleset után kómába esett. Lucy meglátogatja őt a kórházban, ahol a nővér félreértésből Peter menyasszonyaként mutatja be őt a családnak. Rögtön befogadják Lucyt, aki életében először érzi a családi kapcsolatok melegét. A családdal töltött idő alatt azonban rájön, hogy beleszeretett Peter bátyjába, Jackbe, akivel sokat beszélgetnek. Mi fog történni, ha Peter végre felébred a kómából?

## Szereplők
| Szerep                | Színész           | Magyar hangja (1. szinkron, 1995) |
| --------------------- | ----------------- | --------------------------------- |
| Lucy Eleanor Moderatz | Sandra Bullock    | Györgyi Anna                      |
| Jack Callaghan        | Bill Pullman      | Rátóti Zoltán                     |
| Peter Callaghan       | Peter Gallagher   | Csankó Zoltán                     |
| Ox Callaghan          | Peter Boyle       | Izsóf Vilmos                      |
| Saul                  | Jack Warden       | Velenczey István                  |
| Elsie                 | Glynis Johns      | Győri Ilona                       |
| Midge Callaghan       | Micole Mercurio   | Szabó Éva                         |
| Jerry Wallace         | Jason Bernard     | Papp János                        |
| ifj. Joe ’Joey’ Fusco | Michael Rispoli   | Kerekes József                    |
| Ashley Bartlett Bacon | Ally Walker       | Farkas Zsuzsa                     |
| Mary Callaghan        | Monica Keena      | Kisfalvi Krisztina                |
| Wanda nővér           | Ruth Rudnick      | Némedi Mari                       |
| Celeste               | Marcia Wright     | Détár Enikő                       |
| Dr. Rubin             | Dick Cusack       | Láng József                       |
| Ajtónálló             | Bernie Landis     | Dobránszky Zoltán                 |
| Dalton Clarke         | James Krag        | Várkonyi András                   |
| Orvos                 | Marc Grapey       | Csuja Imre                        |
| Pap                   | Joel Hatch        | Uri István                        |
| id. Joe Fusco         | Mike Bacarella    | Ujlaki Dénes                      |
| Nővér a vérvételnél   | Ann Whitney       | Kassai Ilona                      |
| Pultos nővér          | Margaret Travolta | Liptai Claudia                    |

## Szlogen a filmhez
- „A story about love at second sight.” – „Történet a szerelemről második látásra”.

## Érdekességek
- A film történetében lévőhöz hasonló szituációt láthatunk az 1996-os Az árnyékfeleség (Mrs. Winterbourne) című filmben.
- A főszereplőt, Lucyt eredetileg Demi Moore játszotta volna.